# Tyrrell 009
La Tyrrell 009 fu una vettura di Formula 1 che esordì nella stagione 1979 e corse anche in quella seguente.

## La vettura
La Tyrrell 009 era spinta da un tradizionale motore  Ford Cosworth DFV, adottava un cambio Hewland FGA 400, e fu concepita da Maurice Philippe con telaio in monoscocca d'alluminio. La Tyrrell 009 adottava un design molto simile a quello della Lotus 79, utilizzata la stagione precedente e vettura pionieristica per lo sfruttamento dell'effetto suolo.

## Le stagioni

### 1979

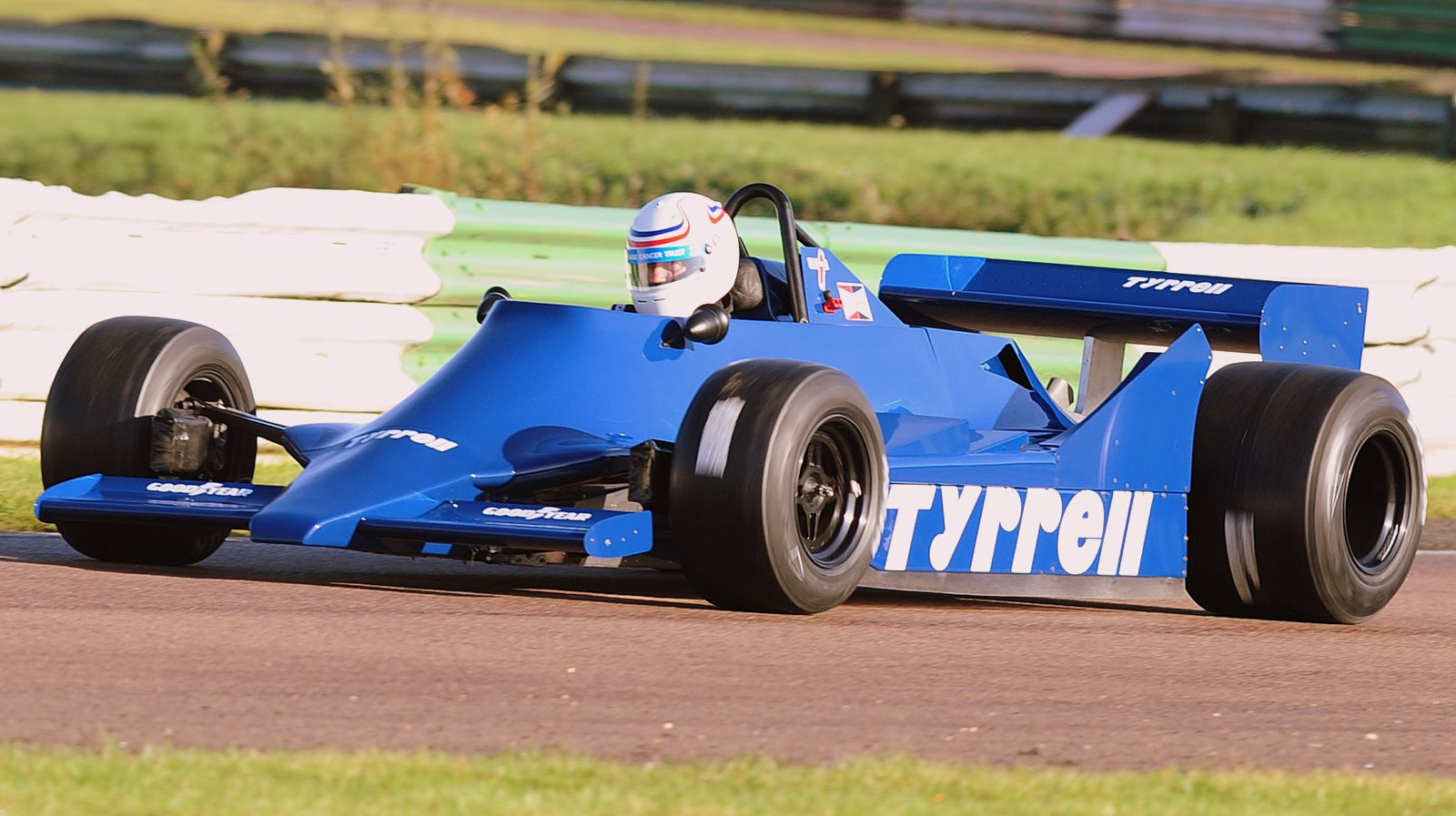
Una Tyrrell 009 nella livrea senza sponsor adottata all'inizio della stagione 1979

Per la stagione 1979 la Tyrrell perse Patrick Depailler, passato alla Ligier, e la sponsorizzazione di ELF Aquitaine oltre allo sponsor First National City Bank. La Tyrrell 009 fece il suo esordio con Didier Pironi e Jean-Pierre Jarier nel Gran Premio d'Argentina 1979. Per compensare la mancanza di sponsor la Tyrrell decise di affittare gli spazi pubblicitari sulle proprie vetture per 50 000 dollari a gran premio. Dopo i risultati promettenti ottenuti a inizio stagione, a partire dal Gran Premio di Spagna la Tyrrell ottenne la sponsorizzazione della Candy.
Nel corso della stagione la 009 conquistò quattro volte il terzo posto in gara (con Pironi a Watkins Glen e in Belgio e con Jarier in Gran Bretagna e in Sudafrica). Il miglior piazzamento in qualifica fu il quarto posto di Jarier in Argentina.
A causa di un'epatite Jarier venne sostituito da Geoff Lees al Gran Premio di Germania e in Austria da Derek Daly. L'irlandese guidò una terza 009 nelle ultime due gare della stagione.

### 1980
Nel 1980 la 009 venne utilizzata solo nelle prime due gare prima di essere sostituita dalla Tyrrell 010. All'inaugurale Gran Premio d'Argentina Daly ottenne il quarto posto dopo essersi qualificato ventiduesimo, favorito anche da numerosi ritiri.

## Risultati in Formula 1
| Anno | Team                            | Motore                   | Gomme | Piloti |     |    |     |    |   |    |     |     |    |   |   |     |    |     |     | Punti | Pos. |
| ---- | ------------------------------- | ------------------------ | ----- | ------ | --- | -- | --- | -- | - | -- | --- | --- | -- | - | - | --- | -- | --- | --- | ----- | ---- |
| 1979 | Team Tyrrell Candy Team Tyrrell | Ford Cosworth DFV 3.0 V8 | G     | Pironi | Rit | 4  | Rit | SQ | 6 | 3  | Rit | Rit | 10 | 9 | 7 | Rit | 10 | 5   | 3   | 28    | 5º   |
| 1979 | Team Tyrrell Candy Team Tyrrell | Ford Cosworth DFV 3.0 V8 | G     | Jarier | Rit | NP | 3   | 6  | 5 | 11 | Rit | 5   | 3  |   |   | Rit | 6  | Rit | Rit | 28    | 5º   |
| 1979 | Team Tyrrell Candy Team Tyrrell | Ford Cosworth DFV 3.0 V8 | G     | Lees   |     |    |     |    |   |    |     |     |    | 7 |   |     |    |     |     | 28    | 5º   |
| 1979 | Team Tyrrell Candy Team Tyrrell | Ford Cosworth DFV 3.0 V8 | G     | Daly   |     |    |     |    |   |    |     |     |    |   | 8 |     |    | Rit | Rit | 28    | 5º   |

| Anno | Team               | Motore                   | Gomme | Piloti |     |    |  |  |  |  |  |  |  |  |  |  |  |  | Punti | Pos. |
| ---- | ------------------ | ------------------------ | ----- | ------ | --- | -- |  |  |  |  |  |  |  |  |  |  |  |  | ----- | ---- |
| 1980 | Candy Team Tyrrell | Ford Cosworth DFV 3.0 V8 | G     | Jarier | Rit | 12 |  |  |  |  |  |  |  |  |  |  |  |  | 12    | 6º   |
| 1980 | Candy Team Tyrrell | Ford Cosworth DFV 3.0 V8 | G     | Daly   | 4   | 14 |  |  |  |  |  |  |  |  |  |  |  |  | 12    | 6º   |

| Legenda | 1º posto     | 2º posto | 3º posto    | A punti         | Senza punti/Non class.  | Grassetto – Pole position Corsivo – Giro più veloce |
| Legenda | Squalificato | Ritirato | Non partito | Non qualificato | Solo prove/Terzo pilota | Grassetto – Pole position Corsivo – Giro più veloce |